# Das Buch Eva – Ticket ins Paradies
Das Buch Eva – Ticket ins Paradies (Originaltitel: The Book of Eve) ist ein kanadischer Liebesfilm von Claude Fournier aus dem Jahr 2002. Fournier und Terri Hawkes schrieben das Drehbuch nach einem Roman von Constance Beresford-Howe.

## Handlung
Die pensionierte Lehrerin Eva Smallwood leidet unter ihrem dominanten Ehemann. Sie erfindet eine fiktive Freundin May, mit der sie spricht. Als Eva 65 Jahre alt wird, zieht sie aus und findet eine kleine Wohnung in einer berüchtigten Wohngegend. Dort lernt sie den Nachbarn Johnny kennen, der aus Rumänien stammt und viel jünger als sie ist. Eva und Johnny beginnen eine Liebesbeziehung. Sie entdeckt später, dass Johnny noch eine andere Freundin hat.

## Hintergrund
Die Produktion des in Montreal gedrehten Films kostete etwa 6,3 Millionen Kanadische Dollar. Seine Weltpremiere war im September 2002 auf dem Toronto International Film Festival.

## Kritiken
Für Geoff Pevere des Toronto Star war Das Buch Eva – Ticket ins Paradies „ein schrulliger kleiner Film“. Prisma zufolge sei es dagegen „ein bezaubernder Liebesfilm“.
Das Erste sprach von einem „ebenso außergewöhnliche[n] wie zauberhafte[n] Film“. Er sei „romantisch, mit viel Gespür für emotionale Zwischentöne sowie einem Schuss Humor“.